# John Anderson (zoólogo)
John Anderson (4 de octubre de 1833 - 15 de agosto de 1900) fue un científico anatomista y zoólogo nacido en Escocia que trabajó en la India.

## Biografía
Nació en Edimburgo, hijo segundo de Thomas Anderson y de Jane Cleghorn.
John se interesó en la historia natural desde temprana edad al igual que su hermano, quien trabajó en Jardín Botánico Real en Calcuta, India desde 1861 a 1863.
Fue a la escuela George Square Academy y al Instituto Hill Street antes de comenzar a trabajar en el Banco de Escocia.
Abandonó su trabajo para estudiar medicina y se graduó en la Universidad de Edimburgo en 1861. Estudió anatomía con John Goodsir y se convirtió en doctor en Medicina en 1862 con la medalla de oro por su tesis en zoología.
Estuvo asociado a la fundación Royal Physical Society que surgió de la Sociedad Wernerian a la que presidió. Fue elegido como consejero en el Free Church College en Edimburgo y trabajó allí durante dos años. Durante este periodo, estudió organismos marinos en la costa de Escocia y publicó notas en revistas científicas y en los Anales de Historia Natural.

## India

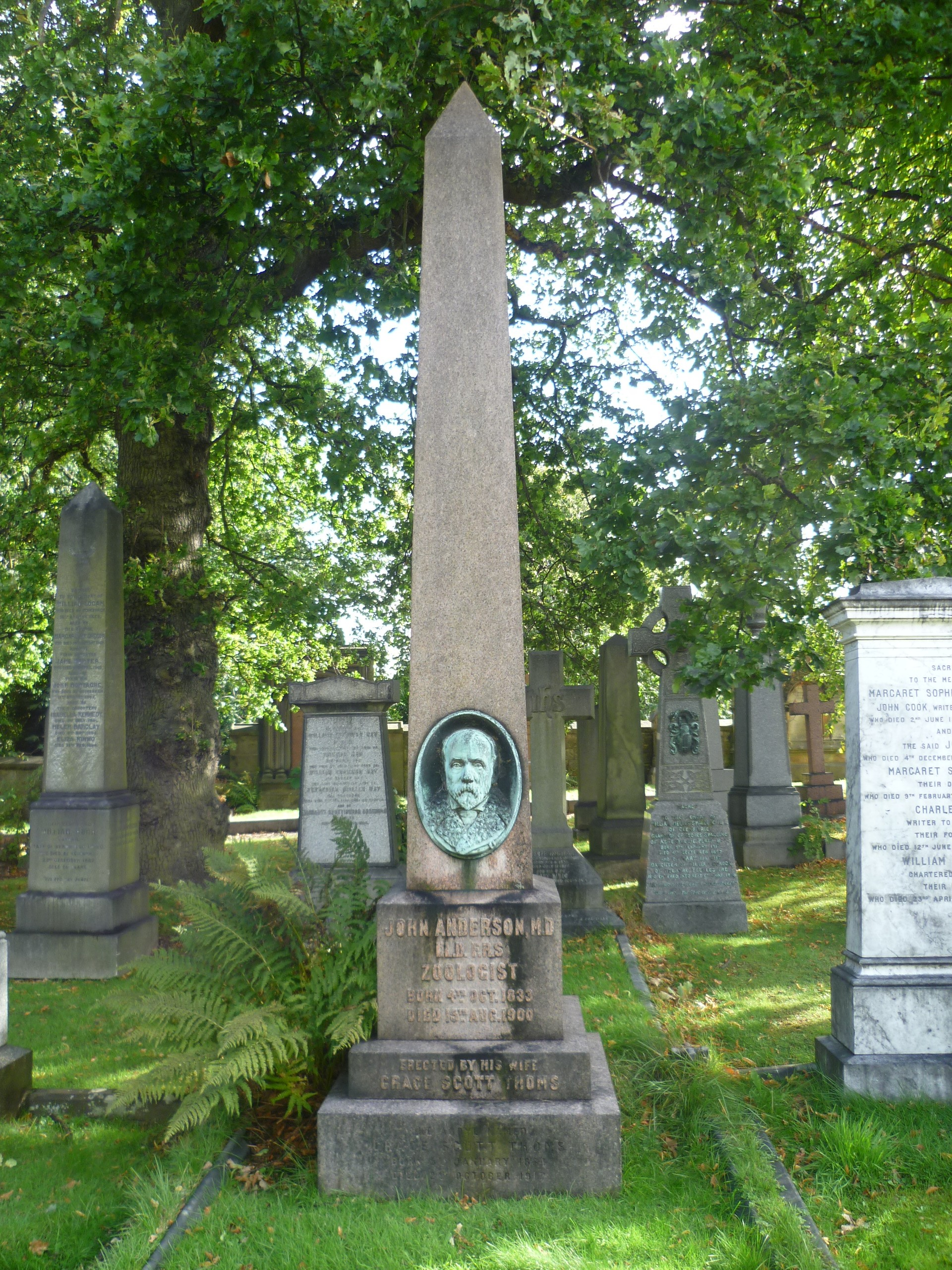
Tumba de Anderson en Edimburgo

Anderson se mudó a la India en 1864 y comenzó a trabajar como director del Museo de la India (Indian Museum) en Calcuta, India, en 1865.
Catalogó la colección de mamíferos y la colección arqueológica. Trabajó hasta 1887, cuando fue sucedido por James Wood-Mason y fue ascendido a superintendente del museo.
Realizó varias expediciones hacia China y Burma. En 1867, acompañó al Coronel Edward Bosc Sladen como naturalista en una expedición en Burma y Yunna.
Esta expedición le permitió a Anderson recolectar el delfín Irrawaddy Orcaella brevirostris y compararlo con Orcaella fluminalis y con el delfín Gangético Plantanista gangetica.
En 1875-6 Anderson viajó a la misma área bajo el mando del Coronel Horace Browne, que no prosperó. En 1881-2 realizó una tercera expedición para la Museo de la India en el archipiélago Merqui, en Birmania.
Anderson realizó estudios comparativos de la anatomía de las especies que coleccionaba. Estudió los reptiles, pájaros y mamíferos tales como Hylomys.
Escribió sobre la etnología de los selungos en el archipiélago Merqui. Muchas de los especímenes de plantas que recolectaba eran para Calcuta, Kew y el Museo Histórico Natural de Londres en Inglaterra.
Fue elegido miembro de la Sociedad Real (Royal Society) en 1879 y recibió un título de honor LLD en Edimburgo en 1885. Durante ese tiempo ocupó su cargo de superintendente del Museo de Calcuta y un cargo de profesor de Anatomía Comparativa en la Escuela de Medicina de Calcuta.

## Retorno a Gran Bretaña
Dejó sus servicios en la India en 1886, pocos años después de casarse. Junto a su esposa, viajó por Japón antes de regresar de Gran Bretaña.
Realizó colecciones extensivas zoológicas en Egipto, siendo la base de la actual zoología de Egipto.
Murió en Buxton, Inglaterra.
Las especies en su nombre incluyen Sacculina andersoni Giard, 1887, un parásito barnacle.

## Algunas publicaciones
- Anderson J. (1896). A Contribution to the Herpetology of Arabia, with a preliminary list of the reptiles and batrachians of Egypt. Londres: R.H. Porter. 124 pp.
- Anderson. J. (1898) Zoology of Egypt Londres: B. Quaritch

## Premios y honores
- Medalla de Oro de la Universidad de Edimburgo
- Miembro del Royal Society